# Oceano (film)
Pour les articles homonymes, voir Oceano et Océan (homonymie).
Pour plus de détails, voir Fiche technique et Distribution.
Oceano est un film italien réalisé par Folco Quilici et sorti en 1971.
Ce film semi-documentaire, inspiré d'une légende polynésienne, est l'occasion de montrer la beauté évocatrice de la Polynésie et de sa flore et celle de l'océan Pacifique et de sa faune aquatique. 

## Synopsis
Le film raconte l'aventure d'un jeune Polynésien nommé Tanai qui, avec son fragile bateau, part à la recherche de l'île de ses rêve. Il a pris un arbre à pain à bord, dans l'espoir de le planter dans un endroit paisible. Mais tout ne se passe pas comme prévu et il finit par faire naufrage au terme de diverses péripéties sur la banquise polaire de l'Antarctique, où il est secouru par un scientifique d'une base américaine.

## Fiche technique
- Titre original : Oceano[1]
- Réalisation : Folco Quilici
- Scénario : Giorgio Arlorio, Berto Pelosso (it), Folco Quilici
- Photographie : Vittorio Dragonetti, Richard Grassetti, Giovanni Scarpellini
- Musique : Ennio Morricone
- Montage : Ettore Salvi
- Production : Alberto Grimaldi, Fausto Grisi
- Sociétés de production : Produzioni Europee Associati
- Pays de production :  Italie
- Langue originale : italien
- Format : Couleur par Technicolor - Son mono - 35 mm
- Genre : Film d'aventure, film romantique
- Durée : 92 minutes
- Date de sortie : 
  - Italie : 16 novembre 1971

## Distribution
- William M. Reno : Tanai
- Hubert Putigny : Le naufragé
- Kathy Imrie : Une papouasienne
- E. Tepama : Une Polynésienne
- Ruggero Orlando : Narrateur (voix)